# Carnaval de Notting Hill

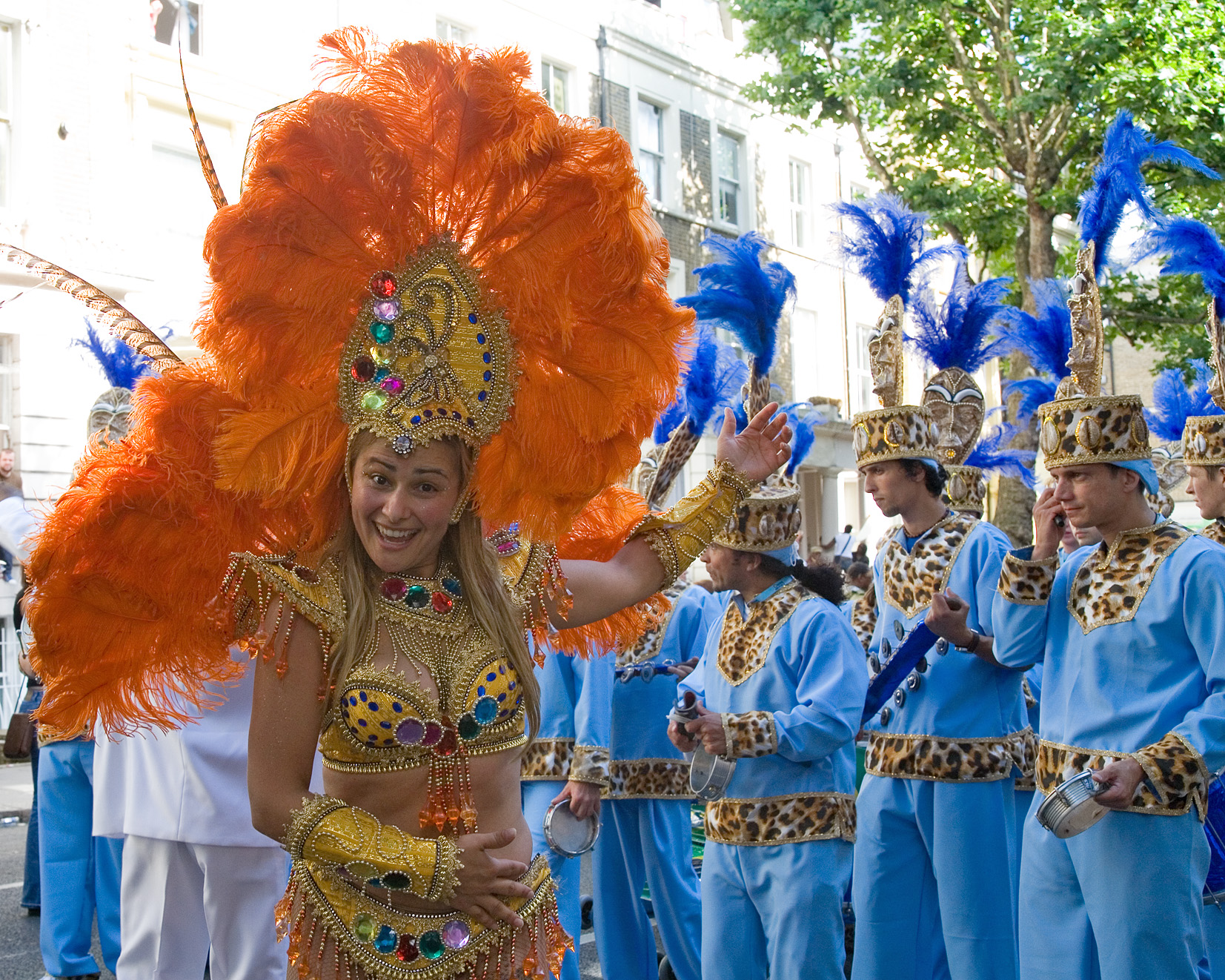
Le Carnaval de Notting Hill en 2006.

Le Carnaval de Notting Hill est un carnaval très populaire qui se déroule le week-end précédant le dernier lundi d'août, le dimanche et le lundi (férié au Royaume-Uni), dans le quartier de Notting Hill à Londres.

## Historique
Ce carnaval fut initié par les immigrés noirs issus des Caraïbes, en particulier de Trinidad, qui représentent une forte proportion de la population du quartier. Le carnaval de Trinité-et-Tobago a fortement influencé l’élaboration du carnaval de Notting Hill,. La première édition eut lieu en 1966.
Dans les années 1970 et au début des années 1980, le carnaval fut aussi un lieu d'affrontements entre la police et les jeunes issus de l'immigration ; les autorités policières en avait une vision très négative et essayèrent de faire interdire le carnaval. Depuis, la situation a évolué, et les autorités britanniques ont davantage tendance à revendiquer le carnaval comme preuve de la bonne intégration des immigrés en Angleterre.
Le carnaval est centré sur un défilé qui fait le tour du quartier, sur un parcours de près de 5 kilomètres. Pendant la durée de cet événement, tout le quartier est interdit à la circulation, et deux stations du métro de Londres sont également fermées. Le défilé est constitué principalement de sound systems mobiles, des semi-remorques dont la plateforme est garnie d'enceintes diffusant de la musique amplifiée fortement rythmée. La plupart des sound systems sont suivis par un groupe de masqueraders, des participants déguisés selon un style propre à leur groupe. La procession comprend également des steelbands et des écoles de samba. Le parcours passe devant un jury, qui note les groupes. Un classement est ainsi établi chaque année (classement général et classement par type de groupe). De nombreux sound systems statiques sont également installés dans les rues du quartier où ne passe pas le défilé.
Le genre musical traditionnel du carnaval est la soca (un mélange de soul et de calypso originaire de Trinidad) mais les musiques originaires de jamaïque comme le reggae et le ragga y sont également très fortement représentées. On observe également la présence plus minoritaire de musiques dansantes comme la house ou le drum and bass ou encore le funk et le hip-hop.
En 2005, le carnaval comptait plus d'une centaine de sound systems (statiques ou mobiles).
L'édition 2020, initialement prévue du 30 au 31 août, est annulée par le comité d'organisation le 7 mai, en raison de la pandémie de maladie à coronavirus.
En 2024, huit personnes sont poignardées au carnaval lors d'incidents séparés, le pronostic vital de trois des victimes blessées étant engagé. 230 personnes ont été arrêtées le lundi 26, dont 49 pour possession d'une arme blanche. Le 31 août, la police britannique annonce la mort de deux personnes attaquées séparément et hospitalisées depuis un peu moins d'une semaine.